# Peter Gayer

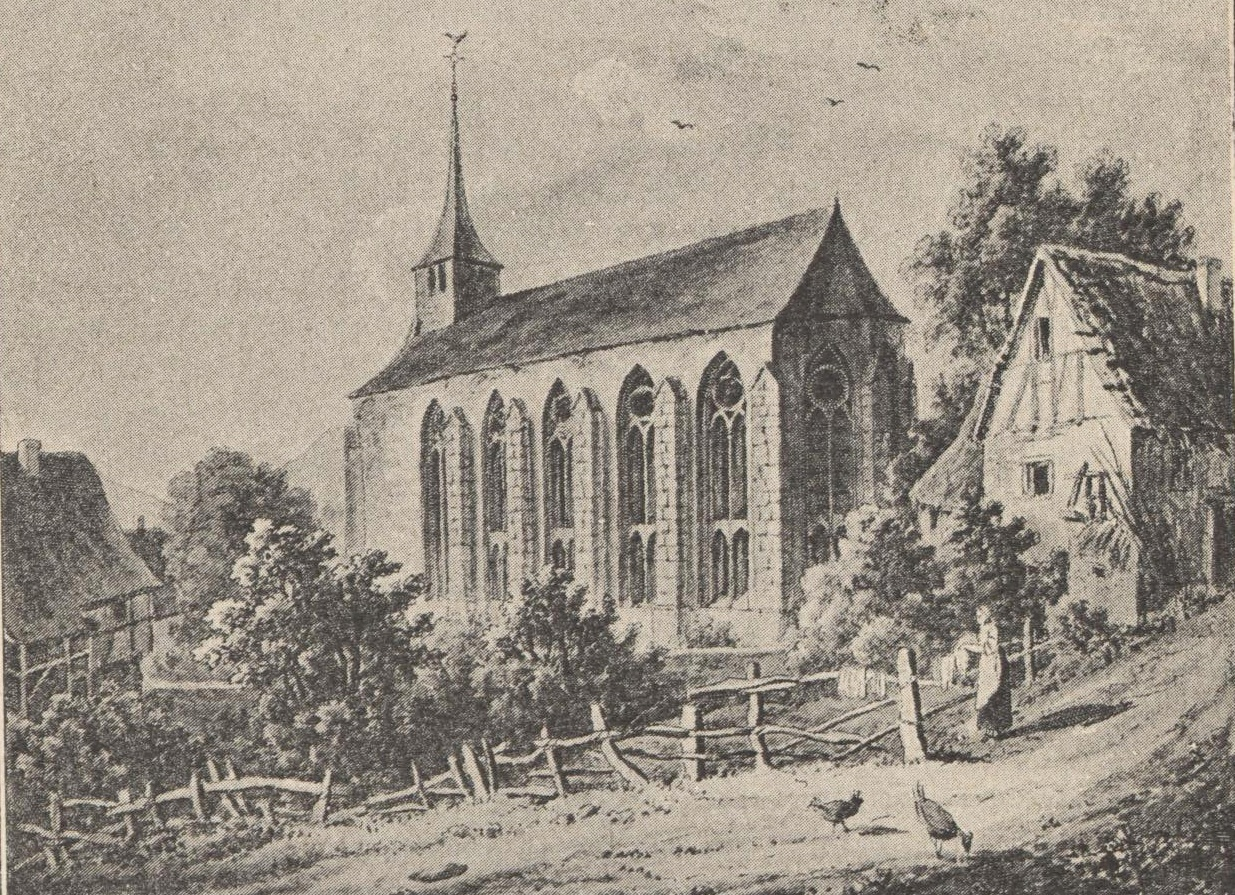
Die abgerissene Klosterkirche von Marienthal am Donnersberg, Sepiazeichnung von Peter Gayer, um 1830

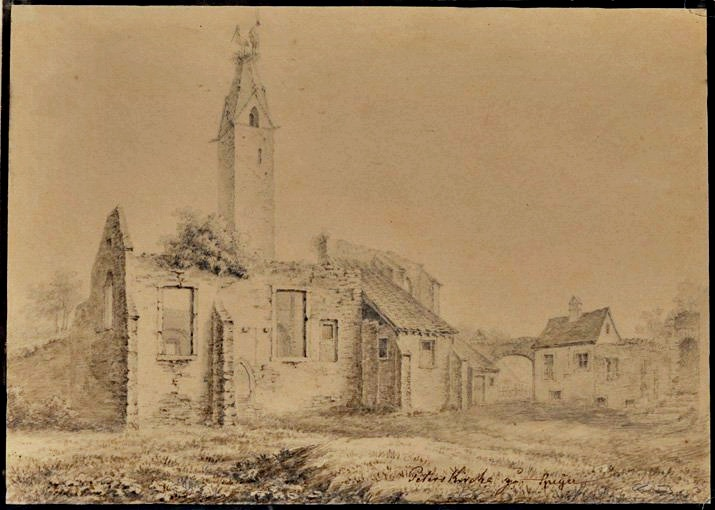
Ruine der Peterskirche Speyer um 1830; Sepiazeichnung von Peter Gayer

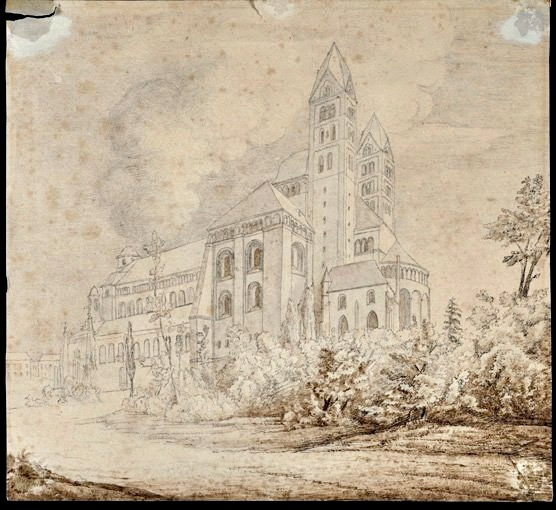
Peter Gayer, unvollendete Zeichnung des Speyerer Doms (mit barockem Westwerk)

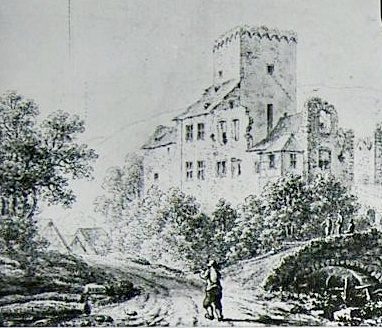
Peter Gayer, Burg Reipoltskirchen (zweitälteste bekannte Darstellung der Ruine)

Peter Gayer, Taufname Peter Otto Bernhardt Franz (* 2. August 1793 in Koblenz; † 18. August 1836 in Speyer) war ein bayerischer Beamter, Kreisarchivar des Rheinkreises in Speyer, Zeichner, Kupferstecher und Historiker.

## Leben und Wirken
Er war der Sohn des Koblenzer Steuerdirektors und Bürgermeisters Johann Dominik Gayer sowie dessen Gattin Maria Gertrud Cordula Seitenburg.
Peter Gayer wurde 1819 Leiter der Regierungsregistratur des Bayerischen Rheinkreises in Speyer. Ab 1820 avancierte er zum Verwalter, am 17. September 1823 zum Leiter des Kreisarchivs in Speyer – dem heutigen Landesarchiv.
Der Rheinkreis als Neugründung von 1816 setzte sich aus vielen ehemaligen Herrschaften zusammen und die Archivalien waren großteils ausgelagert bzw. zerstreut. Gayer begann die Bestände zu sichten, zu ordnen und legte Findbücher zur Benutzung an.
Ihm lag daran, die Archivbestände nicht nur zu konservieren und zu verwaltungsrechtlichen Zwecken bereitzuhalten, sondern er wollte sie möglichst den Historikern erschließen.
1827 gehörte er als geschichtlich stark interessierter Mensch zu den Gründungsmitgliedern des Historischen Vereines der Pfalz.
Was Peter Gayer für die Pfalz von zeitloser Bedeutung werden lässt, sind seine Zeichnungen, die er in seiner Eigenschaft als Historiker überall im bayerischen Rheinkreis von alten, abrissgefährdeten Kirchen und sonstigen Gebäuden fertigte und welche oftmals deren einzige erhaltenen Bildzeugnisse sind. Dabei kam ihm zugute, dass er ein hervorragender Zeichner und Kupferstecher war. Seine Gebäudedarstellungen sind sehr detailgetreu, jedoch zuweilen zeittypisch eingebettet in romantisierendes Beiwerk.
Peter Gayer heiratete 1822 Johanna Amalia Ehrmann, die Tochter des Speyerer Kreismedizinalrates Christian Ehrmann genannt Stellwag, dem Adoptivsohn des Mediziners und Goethefreundes Johann Christian Ehrmann, die von dem späteren Speyerer Bischof und Kölner Kardinal Johannes von Geissel als Hauslehrer betreut worden war.
Die Eheleute hatten 4 Söhne, welche sie bei ihrem frühen Tod 1835 bzw. 1836 als Vollwaisen zurückließen. Sie wurden vom Großvater Johann Dominik Gayer in Koblenz aufgezogen. Der älteste dieser Söhne war Karl Gayer (1822–1907), Professor der Forstwirtschaft und Rektor der Ludwig-Maximilians-Universität in München. Dessen geadelter Sohn Alexander von Gayer (1852–1917) wurde Chef der Pfälzischen Eisenbahnen.
Peter Gayers Enkel Hans Gayer (1884–1964) war Kommandant des Luftschiffes L 49 (LZ 96) im Ersten Weltkrieg.
Der Schwager von Peter Gayer war der bayerisch-griechische Staatsrat Max Frey; dessen Sohn, der Dichter Martin Greif (1839–1911), sein Neffe.